# ASIF
ASIF este acronimul pentru Agenție de Servicii de Investiții Financiare. 